# Bataille de Chrysopolis
La bataille de Chrysopolis a vu s'affronter Constantin et Licinius, rivaux pour la domination de l'Empire romain, le 18 septembre 324. Les combats se déroulent à Chrysopolis sur la rive asiatique du Bosphore. Constantin en sort victorieux et devient le seul empereur.
Cette bataille constitue l'affrontement final des deux coempereurs qui se sont déjà combattus à Andrinople quelques semaines plus tôt. Après une nouvelle défaite lors de la bataille de l'Hellespont, Licinius ramène ses troupes de Byzance vers Chalcédoine, sur l'autre rive du Bosphore, qui dépend à l'époque de la Bithynie. Constantin le poursuit et réussit à le vaincre dans l'affrontement qui s'ensuit. La victoire de Constantin le laisse unique empereur, ce qui met fin à la période de la Tétrarchie.

## Contexte
La marine de Licinius a subi une sévère défaite à la bataille de l'Hellespont. Son amiral, Abantus, est défait par le fils de Constantin, Crispus, malgré la supériorité en nombre de ses forces,. Cette victoire permet à Constantin de traverser le détroit du Bosphore et de faire passer son armée en Asie Mineure, en évitant l'armée de Martinien, récemment nommé coempereur par Licinius, qui gardait la côte de l'Hellespont, à hauteur de Lapseki. Après la destruction de ses forces navales, Licinius évacue la garnison de Byzance qui rejoint son armée à Chalcédoine, sur la rive asiatique du Bosphore. Il demande à Martinien et à un groupe d'auxiliaires wisigoths de le rejoindre pour renforcer son armée affaiblie par sa précédente défaite lors de la bataille d'Andrinople,.

## Bataille
L'armée de Constantin débarque sur la rive asiatique du Bosphore et se dirige vers le sud en direction de Chalcédoine. Licinius déplace son armée à sa rencontre, vers le nord, en direction de Chrysopolis. Les troupes de Constantin atteignent les environs de Chrysopolis avant celles de Licinius. Constantin décide de prendre l'initiative. L'aspect religieux du conflit se retrouve dans les armées des deux protagonistes : Licinius dispose, à la tête de ses forces, de nombreuses images des divinités traditionnelles romaines quand les forces de Constantin se regroupent derrière le labarum, symbole chrétien. Apparemment, la bataille ne donne pas lieu à de grandes manœuvres tactiques, elle se résume à un assaut frontal massif des troupes de Constantin contre celles de Licinius, qu'elles mettent en déroute,. Constantin remporte une victoire décisive dans cet affrontement de grande ampleur. L'historien Zosime (Ve-VIe) rapporte qu'« il y a eu un grand massacre à la bataille de Chrysopolis ». Les pertes de l'armée de Licinius se seraient élevées à environ 25  à   30 000 morts, auxquels il faut ajouter plusieurs milliers de déserteurs. Licinius réussit à s'enfuir et regroupe environ 30 000 survivants dans la ville de Nicomédie.